# Notranji menedžerski odkup podjetja
MBO (angl. Management buy Out, tudi Management Byout) označuje Notranji menedžerski odkup podjetja s strani vodilnega managementa. Za razliko od Management Buy In (MBI), prevzame pri MBO vodilno vlogo notranji manager. 